# Певзнер, Вадим
Вадим Певзнер (род. 1961, Москва) — русский поэт, композитор, бард
.

## Биография
Получил известность как автор-исполнитель в конце 1970-х годов, оказал заметное воздействие как на авторскую песню, так и на рок-музыку следующего десятилетия, соавтор нескольких ранних песен группы «Бригада С».
В 1984 году перебрался во Францию (где учился в Парижском университете), после чего прекратил создавать новые песни. С 1990 года — в США. Окончил аспирантуру Чикагского института искусств в области экспериментального кино (ранее учился на режиссёра в Школе-студии МХАТ). Преподавал искусствоведение в Нью-Йоркском университете и других учебных заведениях.
С конца 1990-х годов вернулся к сочинению песен, достаточно сильно изменив творческую манеру. В 2003 году записал альбом новых песен «Вещь» (с группой «Cirque du Pevzner»).
В 2004 году стал лауреатом фестиваля «Петербургский аккорд».